# Astrix
Astrix, de son vrai nom Avi Shmailov, né le plus probablement le 5 décembre 1980 dans le Caucase soviétique, est un compositeur de trance psychédélique et disc jockey israélien.
Il a atteint la 53e place au Top 100  DJ MAG en 2011. Après la mort de son ami et fondateur d'HOMmega productions, Il crée son propre label de Psytrance, Shamanic tales, sur lequel il sort la 5e compilation de son projet parallèle, Alpha Portal avec Ace Ventura, mais aussi des singles et EP avec la participation de producteurs et DJ's renommés tel que Ajja, Perfect Stranger ou encore Shpongle.

## Discographie
- Eye to eye (2002)
- Coolio (2004)
- Artcore (2004)
- Closer To Heaven (2005)
- Future Music (2007)
- Red Means Distorsion (2010)
- He.art (2016)

## Liste des titres
- Eye To Eye (2002)

1. Life System
2. Crystal Sequence (avec  Atomic Pulse)
3. Infected Mushroom - Wider (Astrix Remix)
4. Massive Activity (avec Domestic)
5. Eye To Eye
6. Side Effect (avec Atomic Pulse)
7. Scientific Reality (avec Atomic Pulse)
8. Feel.S.D
9. Valirus (avec Atomic Pulse)
10. Freestyle Cafe

- Coolio (2004)

1. Fire
2. Coolio
3. Total Ex
4. Deep Reing
5. Mystic Morning
6. Irish Land (avec Visual Paradox)
7. Kali (GMS Remix)
8. Innercity
9. Moment
10. Europe

- Artcore (2005)

1. Poison
2. Monster Remix
3. Tweaky
4. Techno Widows
5. Artcore
6. On Fire
7. Underbeat
8. Sex Style
9. Beyond The Senses

- Red Means Distorsion (2010)

1. Acid Rocker
2. Mir
3. Take a shot
4. Lepton Head (Astrix Remix)
5. Antiwar
6. Dharma
7. Sparks (avec Tom C)
8. Silver Sky (Astrix remix)
9. Harbour Candy (Astrix remix)
10. Killing Time (Astrix remix)

- He.art (2016)

1. Shamanic Tales
2. Deep Jungle Walk
3. Alien Turned Human
4. Valley of Stevie (avec Ace Ventura)
5. He.art
6. Agate (avec Ritmo)
7. Sapana
8. Awake the Snake (avec Tristan)
9. Conquistador (Astrix Remix)